# Natthocko
Natthocko (Nothocrax urumutum) är en fågel i familjen trädhöns inom ordningen hönsfåglar.

## Utseende och läte
Natthockon är en relativt liten hockohöna med helt varmbrun fjäderdräkt. Den har vidare bjärt orangefärgad näbb, gul bar hud ovan ögat och grå hud under ögat. Lätet är mörkt och dånande, vanligen bestående av tre toner.

## Utbredning och systematik
Fågeln placeras som enda art i släktet Nothocrax. Den förekommer i fuktiga områden i södra Venezuela, nordöstra Peru och västra Amazonområdet i Brasilien.

## Levnadssätt
Natthockon är som namnet antyder en helt nattlevande hönsfågel och är därför mycket svår att få syn på. Den förekommer i låglänta skogar, där den vanligen stannar i trädtaket och endast sällan ses på marken.

## Status och hot
Arten har ett stort utbredningsområde, men tros minska i antal, dock inte tillräckligt kraftigt för att den ska betraktas som hotad. Internationella naturvårdsunionen IUCN listar arten som livskraftig (LC).